# Villenave
Villenave è un comune francese di 267 abitanti situato nel dipartimento delle Landes, nella regione della Nuova Aquitania.

## Società

### Evoluzione demografica
Abitanti censiti